# Durlacher Allee
Die Durlacher Allee ist eine bedeutende Straße in Karlsruhe. Sie verbindet das Durlacher mit dem Karlsruher Stadtzentrum und beide mit dem Anschluss Karlsruhe-Durlach der Bundesautobahn 5. Sie beginnt am Durlacher Tor, verläuft durch die Oststadt und endet im Stadtteil Durlach. 

## Nutzung
Die Durlacher Allee hat zwei Richtungsfahrbahnen mit je zwei Fahrstreifen, die durch den Gleiskörper der Stadt- und Straßenbahnen getrennt werden. An den beiden äußeren Rändern führen Geh- und Radwege.
Folgende Bahnhaltestellen befinden sich an der Durlacher Allee: Gottesauer Platz / BGV, Tullastraße / Verkehrsbetriebe, Weinweg, Untermühlstraße, Auer Straße / Dr. Willmar Schwabe.

## Lage und Verlauf

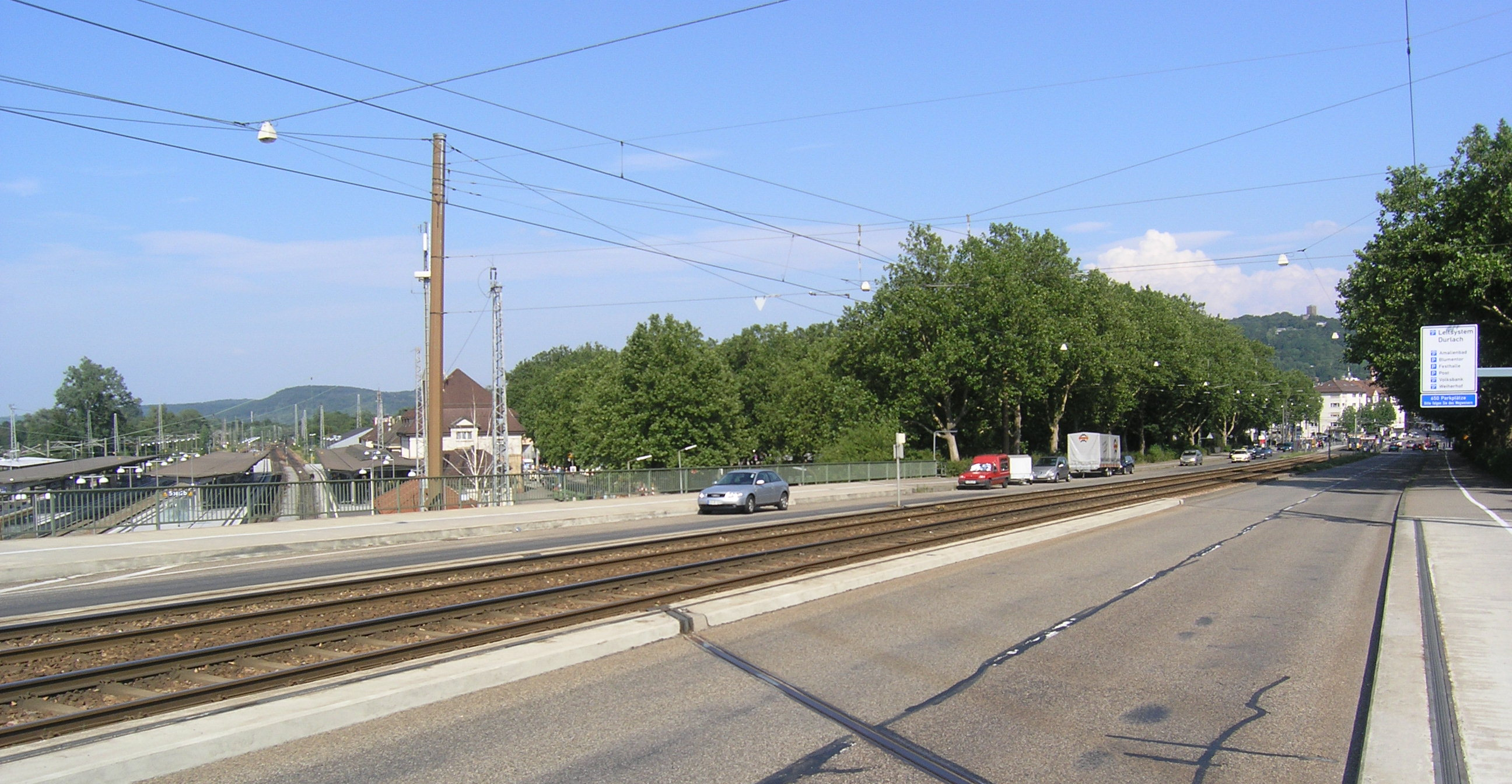
Ortseinfahrt der Durlacher Allee nach Durlach mit Blick auf den Durlacher Bahnhof

Im Westen beginnt die Durlacher Allee am Durlacher Tor als Weiterführung der Karlsruher Haupteinkaufsstraße Kaiserstraße. Der längste Teil der Durlacher Allee befindet sich in der Oststadt, entlang des unterirdischen Landgrabens. Am östlichen Ende in Durlach geht sie in die Pfinztalstraße über, die wie die Kaiserstraße als Haupteinkaufsstraße des Stadtteils teilweise zur Fußgängerzone ausgebaut ist.
Mit der Lutherkirche und der Bernharduskirche liegen zwei Kirchen an der Durlacher Allee. Außerdem befinden sich entlang der Durlacher Allee der Gottesauer Platz sowie der Messplatz und der Otto-Dullenkopf-Park.
Einige Unternehmen haben ihren Sitz beziehungsweise bedeutende Niederlassungen entlang der Durlacher Allee, darunter der Hauptsitz von EnBW sowie BGV / Badische Versicherungen, der Betriebshof der Verkehrsbetriebe Karlsruhe und das Polizeirevier der Oststadt. Des Weiteren hat die ESG Frankonia Karlsruhe ihr Vereinsgelände an der Durlacher Allee, während sich an der gegenüberliegenden Straßenseite eine große Mann Mobilia Filiale befindet. Das Gelände um den Alten Schlachthof sowie die Landeserstaufnahmeeinrichtung für Flüchtlinge befinden sich ebenfalls an der Durlacher Allee. Am östlichen Ende der Durlacher Allee in Durlach befindet sich außerdem der Sitz der Dr. Willmar Schwabe GmbH & Co. KG in direkter Nähe.
An der Kreuzung mit dem Ostring führt die Bahnstrecke Mannheim–Rastatt mit einer Eisenbahnbrücke über die Durlacher Allee. Das östliche Ende der Durlacher Allee, etwa ab Höhe Weinweg, ist höher gelegt. Hier führt sie über die Bundesautobahn 5 sowie die Rheintalbahn, die in Richtung Heidelberg verläuft. Ab der Kreuzung mit dem Ostring bis zur Autobahnauffahrt ist die Durlacher Allee Teil der Bundesstraße 10. Des Weiteren geht die Kreisstraße K9659 in Richtung Hagsfeld an der Autobahnauffahrt aus der Durlacher Allee hervor. Zwischen der Autobahn und der Rheintalbahn befinden sich nördlich bzw. südlich der Durlacher Allee die Wohngebiete Dornwald- bzw. Untermühlsiedlung.

## Name
Die Durlacher Allee trug seit 1858 den Namen Durlacher Chaussee. 1871 wurde die Straße in Durlacher Landstraße umbenannt, 1886 schließlich in Durlacher Allee. Zwischen 1933 und 1945 hieß die Straße Robert-Wagner-Allee, benannt nach dem badischen NSDAP-Gauleiter Robert Wagner.

## Geschichte

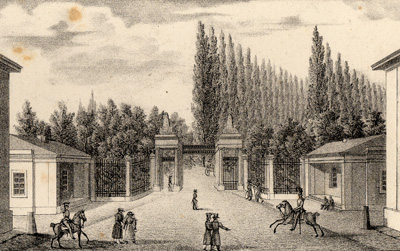
Das Durlacher Tor mit den Bäumen der Durlacher Allee im Hintergrund, um etwa 1875

Die historische Landstraße zwischen den Städten Durlach und Mühlburg verlief noch vor der Karlsruher Stadtgründung (1715) südlich der heutigen Allee am Schloss Gottesaue entlang. Der Verlauf der Durlacher Allee geht auf den Landgraben zurück. Dessen westlicher Teil vom Schloss Gottesaue bis zur Alb in Mühlburg wurde 1588 im Zuge der Errichtung des Schlosses erbaut, zunächst als Entwässerungskanal. 1768 wurde der Landgraben mit dem Steinkanal nach Osten bis zur Pfinz verlängert. Dieser Abschnitt des Kanals diente, neben der Entwässerung der Pfinz, dem Transport von Baustoffen von Durlach und Grötzingen in die sich ausdehnende Stadt Karlsruhe.
Etwa zur Zeit der Anlegung des Steinkanals wurde die Durlacher Allee nördlich davon angelegt, sie diente als wichtige Verbindungsstrecke in Richtung Durlach. 1772 wurde das Durlacher Tor am westlichen Ende der Pappelallee errichtet. Ab 1824 führten zwei gusseiserne Rohre entlang der Durlacher Allee, die Quellwasser vom Durlacher Brunnenhaus bis nach Karlsruhe transportierten. Die Wasserleitungen waren bis zur Fertigstellung des Wasserwerks Durlacher Wald im Jahr 1871 im Einsatz.

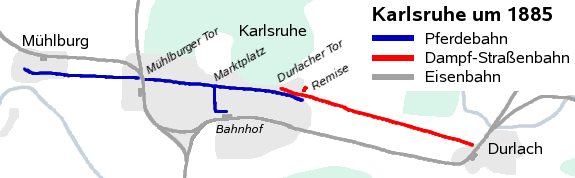
Streckennetz der Pferde- und Dampfstraßenbahn um 1885, mit der Durlacher Allee zwischen Durlacher Tor und Durlach

1875 wurde das Durlacher Tor abgerissen, da das Verkehrsaufkommen stetig stieg. Kurz darauf, am 21. Januar 1877, wurde die erste Pferdebahnstrecke Karlsruhes eröffnet, die vom Schloss Gottesaue nach Westen zum Mühlburger Tor führte. Vier Jahre später, 1881, wurde das Bahnnetz um eine Dampfstraßenbahnlinie nach Osten, vom Durlacher Tor nach Durlach ergänzt. Im Jahr 1900 wurde die Pferdebahnstrecke zum Mühlburger Tor sowie die Dampfbahnstrecke nach Durlach auf elektrischen Betrieb umgestellt.
Bis gegen Ende des 19. Jahrhunderts war die heutige Oststadt noch nicht als Baugebiete erschlossen. Nördlich der Durlacher Allee befanden sich Küchengärten, südlich davon der städtische sowie der jüdische Friedhof und einige militärische Anlagen. Ab etwa 1885 entstand ein neues Wohn- und Industriegebiet. Im Jahr 1887 wurde der städtische Schlachthof nach zweijähriger Bauzeit in Betrieb genommen. 1891 nahm die Firma Parfümerie- und Toilettenseifenfabrik Wolff & Sohn GmbH eine neue Produktionsstätte zwischen der Durlacher Allee und der Gerwigstraße, auf Höhe der Veilchenstraße in Betrieb, die 1974 stillgelegt wurde.
1901 wurde die katholische Kirche St. Bernhard, 1907 die Lutherkirche an der Durlacher Allee eingeweiht. Der Messplatz wurde 1912 zwischen der Durlacher Allee und dem ehemaligen Gaswerk Ost angelegt und zum ersten Mal für die Karlsruher Mess genutzt. 1930 wurde der Gottesauerplatz auf einem ehemaligen Exerzierplatz angelegt.
1937 wurde eine Neugestaltung der Durlacher Allee beschlossen. Durch Aufschüttung eines Damms wurde die Straße streckenweise höher gelegt und es wurden zwei Brücken über die Autobahn sowie die Rheintalbahn gebaut. Des Weiteren fand eine Verbreiterung der Straße statt.
1991 wurde eine Rampe für die Zweisystemstadtbahn von den Straßenbahngleisen der Durlacher Allee zum Durlacher Bahnhof in Betrieb genommen. Die Straßenbahnunterführung, die auf einer Länge von 360 Metern unter der Kreuzung der Durlacher Allee mit dem Ostring führt, wurde ab 1997 genutzt. Der nördlich der Durlacher Allee gelegene Teil des Ostrings wurde 1998 freigegeben.
Im Zuge der Umsetzung der Kombilösung fanden am westlichen Ende der Durlacher Allee seit 2011 Bauarbeiten für die U-Haltestelle Durlacher Tor sowie die östliche Rampe statt. Die entlang der Durlacher Allee verlaufende Rampe beginnt im Untergrund direkt östlich der U-Haltestelle, gelangt auf Höhe der Bernhardstraße an die Oberfläche und endet an der Buntestraße bzw. dem Gottesauer Platz.